# Kerimbeyli (Fizouli)
Kerimbeyli est un village de la région de Fizouli en Azerbaïdjan.

## Économie
La principale occupation de la population est l'élevage et l'agriculture.

## Population
Selon les statistiques de 2009, la population du village est de 2405 personnes.